# Bradipo (serie televisiva)
Bradipo è una sitcom italiana in dodici puntate, nata da un'idea di Andrea Pezzi e Marco Pozzi e prodotta da Groucho Film, andata in onda in prima visione su MTV tra il 2001 e il 2002.

## Trama
Andrea Pezzi, che interpreta sé stesso, e i suoi amici, David, Chiara, Sabrina e Walter. Storie quotidiane di ordinaria amicizia che ruotavano attorno alla figura del protagonista. Andrea è un ragazzo di successo, impegnato a presentare programmi televisivi per un'emittente giovane e alternativa: MTV. Tra gli altri Jacopo Sarno, giovane attore alle prime esperienze.

## Colonna sonora
La musica della sigla è stata composta da Claudio Pelissero.